# ویلیام دادلی وارد
ویلیام دادلی وارد (انگلیسی: William Dudley Ward; ۱۴ اکتبر ۱۸۷۷ – ۱۱ نوامبر ۱۹۴۶) سیاست‌مدار اهل بریتانیا بود.